# 목점박이비둘기
목점박이비둘기(학명: Spilopelia chinensis)는 남아시아와 중국을 원산지로 하는 비둘기목 비둘기속의 새이다.

## 분포
원래는 남아시아와 중국을 원산지로 하는 새였으나 애완목적 등의 인위적인 유입으로 호주와 뉴질랜드 술라웨시의 오세아니아 지역과 미국 하와이와 서부지역에서도 자생하게 되었다.
1917년 무렵 미국 캘리포니아의 로스앤젤래스에 유입되었고 1950년대까지 산타 바바라와 베이커즈필드, 샌디에이고 남부 지역으로 퍼졌으나 하지만 1980년대부터 개체 수가 감소했고 2000년대 무렵이 되면서 미국의 개체는 거의 사멸했다.

## 생태

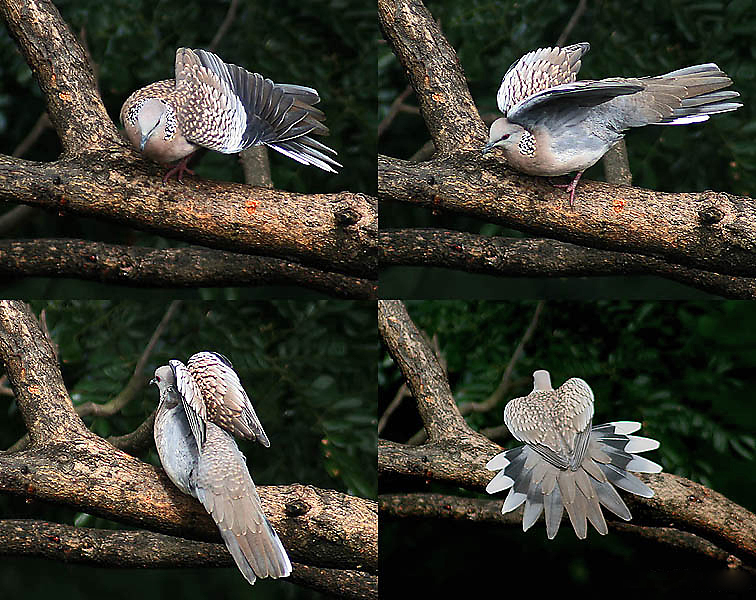
암컷에게 구애하는 목점박이 비둘기

인간의 거주지에서 사나 성격이 온순하여 농장이나 정원 등에서 먹이 활동을 한다. 이때 경작 중인 목초지나 잔디밭에서 먹이를 찾는 경향이 있다. 보통 잔디나 곡식, 씨앗, 다른 식물들을 먹이로 삼는다. 대부분의 먹이를 나무와 관목에서 얻으며 씨앗이나 낱알 등 곡식을 먹는다. 거의 땅 위에서 생활하는데 홀로 다니거나 작은 무리를 지어다닌다. 수컷은 높게 솟아올라 날개짓소리를 내며 암컷에게 보이기 위한 비행을 하는데 한 번 솟아오를 때 30 ~ 40 m까지 올라갈 수 있다. 횃대에서 날개짓소리를 내며 꼬리깃을 펼쳐 암컷에게 구애한다. 목점박이비둘기는 연중번식이 가능하지만 주된 번식활동은 남반구의 경우 9월부터 12월까지, 북반구의 경우 봄에서 여름 사이에서 이뤄진다.
둥지는 작고 부드러운 가지로 이뤄지는데 3m 높이의 나무나 풀 등에 둥지를 틀며 버려진 건축물에 둥지를 틀기도 한다. 암수 두마리가 서로 번갈아가면서 두 개의 알을 품는데 크롭 밀크를 먹여 새끼를 키운다. 새끼는 한 번 깃털이 나기 시작하면 둥지를 떠나 부모가 개워낸 먹이를 먹으며 큰다. 이렇게 계절에 한 번 이상 알을 낳을 수 있다.

## 외형
몸은 전체적으로 밝은 갈색이고 좀 더 어두운 날개깃털을 가지고 있다. 머리는 회색이고 목과 몸의 끝부분은 분홍색이 섞인 갈색에서 회색을 띈다. 꼬리깃은 하얗고 뒷목에 하얀색 점이 있다. 성별에 따른 차이점은 없으나 어린 새의 경우 목에 점박이무늬가 없다.